# Степанов, Михаил Владимирович
Михаил Владимирович Степанов (18 октября 1949 год, село Панасовка, Дунаевецкий район, Хмельницкая область, Украинская ССР — 31 декабря 2005 года, село Демидовка, Решетиловский район, Полтавская область, Украина) — мастер машинного доения колхоза «Знамя коммунизма» (впоследствии КСП «Демидовское») Решетиловкого района Полтавской области, Украинская ССР. Герой Социалистического Труда (1985). Лауреат премии Ленинского комсомола.

## Биография
Родился 18 октября 1949 года в селе Панасовка в крестьянской семье. Свою трудовую деятельность начал в колхозе «Знамя коммунизма» Решетиловского района. С 1975 года ежегодно перевыполнял план по надою молока. В этом году получил от каждой коровы в среднем по 5017 килограмм молока.
В 1985 году удостоен звания Героя Социалистического Труда «за выдающиеся успехи в увеличении производства продуктов животноводства в зимний период 1984/85 года, досрочное выполнение заданий одиннадцатой пятилетки и проявленный трудовой героизм».
Рано отошел от родителей и начал трудовую деятельность, служил в армии. После армии продолжил трудовую деятельность в этом же колхозе. Сильно любил свою маму, был к ней привязан. Его отец был строгим человеком. Со временем имел свой дом 100 кв. метров, где прожил всю оставшуюся жизнь в с. Демидовка.
В молодости обучался в г. Полтава в одном из вузов города, но работа не дала ему закончить учебное заведение. Он об этом говорил так: «Моя работа забрала у меня все, в том числе и учёбу в вузе, потому, что именно работе и моим коровушкам я был предан. Вот из-за них, не желая их оставить в период отела, я оставил учёбу».
В глазах его горели искры любви к жизни. Это был красивый, статный, крепкий, энергичный мужчина, человек слова и дела. Все свои силы и время отдавал работе. Михаил умел пошутить, поднять рабочее настроение. Считал важным и нужным присутствие шутки и юмора в повседневной жизни. Это добрый и щедрый человек.
Михаил Владимирович был человеком трудолюбивым, порядочным, ответственным, имел хорошее чувство юмора. Работа для него была смыслом всей жизни. Семью так и создал, детей не имел. Но женщинам очень нравился. Много писаем писали ему советские женщины, но ни одна не нашла отклика в его сердце. Но именно из-за работы на личную жизнь времени так и не осталось потому, что он посвятил ей всю свою жизнь.
Если сказать о нём кратко — это человек широкой души и чистого сердца, скромный, порядочный, хорошо воспитанный, рассудительный, труженик. Работа — любовь всей его жизни. Не терпел грубости, подлости, имел хорошее понятие о дружбе, о человеческих взаимоотношениях. Это был образованный, уважаемый, интеллигентный человек.
Скончался в 2005 году в селе Демидовка в собственном доме. Похоронен на местном сельском кладбище. Могила Михаила Степанова является памятником истории и культуры Полтавской области.

## Награды
- Герой Социалистического Труда — указом Президиума Верховного Совета СССР от 5 декабря 1985 года
- Орден Ленина
- Орден Трудового Красного Знамени